# Geophilus hadesi
Geophilus hadesi es una especie de miriápodos de la familia Geophilidae.

## Distribución geográfica y hábitat
Es endémica de una cueva de las montañas Velebit (Croacia).